# Волков, Юрий Степанович
Волков Юрий Степанович (род. 21 августа 1938, Кривой Рог, Днепропетровская область) — советский легкоатлет (марафон), тренер. Мастер спорта СССР международного класса (1968).

## Биография
Родился 21 августа 1938 года в городе Кривой Рог.
В 1967 году окончил Киевский институт физической культуры.
Работал на ТЭЦ имени Ильича, затем тренером в средней школе № 103 в городе Кривой Рог.

## Спортивная карьера
- Участник Олимпийских игр в Мехико (1968);
- Чемпион СССР по лёгкой атлетике 1968 (золото);
- Чемпион СССР по лёгкой атлетике 1969 (серебро);
- Чемпион СССР по лёгкой атлетике 1970 (золото);
- Рекордсмен СССР (1970);
- Участник чемпионатов Европы по лёгкой атлетике в Греции (1969) и Финляндии (1971).

В 1963—1972 годах — член сборной СССР по лёгкой атлетике.

## Награды
- Мастер спорта СССР международного класса (1968);
- Знак «За заслуги перед городом» (Кривой Рог).